# 限購令
限購令，是一種命令或行政指引，由政府或商店賣家針對買家，管理其消費者行為。常見於演唱會門票，或者超級市場特價貨品，例如一人限買兩包米，公平原則，好讓正在排隊的顧客大部分都有機會購買該等商品。

## 物業限購令
在物業市場，房產限購令是當局以行政指令限制屯積居奇的投資者購買能力，好讓其它買家都有機會購得物業住宅，或可滿足民生要求。在中国大陆，楼市限购于2010年首次实行。
限购一直被视为中国房地产业“救市禁区”，截至2014年6月，限购政策在中国“落地”已经超过3年，随着限购令的不断扩围，累计有40余城市或松或紧地执行该政策。
在经过一番出台、收回、再次出台的戏剧性波折后，2014年6月26日，内蒙古呼和浩特市成为中国第一个取消楼市“限购”的城市。业内预计中国将有多个城市跟风取消限购。
2014年7月30日，宁波市正式为限购“松绑”。这已是第27个放松限购的城市，“松绑”的城市已占全部曾发布限购措施的46个城市的近六成。而如果加上“只做不说”的城市，则达到限购城市的近七成。
2016年9月30日起，北京、天津、苏州、成都、郑州、无锡、济南、合肥、武汉先后发布楼市调控新政策，对上述地区开始实行限购限贷。而早在同年8月11日，蘇州、南京提高了二套房首期首付比例，而蘇州更限制外地人購房，意味着第二轮楼市限购开始。此後包括廈門、杭州等城市也陸續加入到限購行列。外界指出此次限购重启将扭轉樓價瘋狂上升趨勢，一些城市在出台楼市限购令后也引发購房離婚潮。截至10月8日，已有上海、南昌、南京、厦门、深圳、苏州、合肥、无锡、天津、北京、成都、郑州、济南、武汉、广州、佛山、南宁、珠海、东莞、惠州、福州，共计21个城市出台了限购政策。
然而在2016年10月9日，苏州市政府发布消息，随着楼市限购令的发布，苏州房价在4天内出现了9000元的下跌。
2019年11月6日，香港政府宣佈中國內地放寬香港人在內地九個城市的限購安排。。
2024年5月9日，杭州和西安相继宣布全面取消住房限购政策。截至当日，除北上广深、海南、天津以及珠海横琴仍执行不同程度的住房限购政策外，其余城市均取消了楼市限购令。
2024年9月29日，广州市人民政府办公厅发布关于调整房地产市场平稳健康发展措施的通知，正式宣布全面取消住房限购政策。

## 汽车限购令
汽车限购令也称为“限牌令”，是政府以行政指令限制汽车上牌数量，控制机动车数量，达到治理交通拥堵目的的手段。
在中国大陆，已有北京市、广州市、上海市、贵阳市、天津市、杭州市、深圳市和石家庄市实行汽车限购。其中上海市于1994年实行汽车限购，对新增客车额度实行拍卖制度，是中国大陆各城市中实施时间最早的。购车者凭拍卖中标后获得的额度，可以去车管所为自己购买的车辆上牌。此举导致牌照价格过快上涨，饱受大众诟病，有市民也戏称上海车牌是“史上最贵铁皮”。而高价的车牌也导致了上海外地车牌激增。2010年12月23日，北京市人民政府出台《北京市小客车数量调控暂行规定》，规定要求小客车配置指标将以摇号方式无偿分配。虽然北京市民需要摇号才能买车，且摇中比例逐年下降，但拥堵状况依旧。在此之后，广州、贵阳、天津、杭州也开始实行汽车限购，而各地实施方式则不同，主要的实施方式有摇号、竞拍和二者并行。石家庄市虽然自2013年起限制家庭购买第三辆个人用小客车，但不实施限牌制度。
2014年12月29日下午，深圳市人民政府紧急宣布实行汽车限购令，在宣布20分鐘後即時生效，在此之前多名警察、稅務工作人员阻止民众买车，封鎖汽车经销商，勒令銀行鎖死終端交易系統，令汽车经销商和車主無法交易。此前深圳否認计划实行汽车限購，但在紧急实行限购之前，政府也尚未征求民众意见，也存在一些争议，东南大学交通法治与发展研究中心副教授顾大松指出深圳市转发紧急发布该通告为违法行为。2015年1月，广东省法制办已经正式启动对深圳限牌进行合法性审查。在2017年12月25日进行的深圳市小汽车增量调控竞价会上，当期深圳市个人车牌平均成交价达到了95103元。由此深圳车牌首次超越上海，成为现时“全国最贵铁皮”。
由于汽车限购令在实施时存在一些争议，因此，根据2015年3月1日起施行的修订版《江苏省大气污染防治条例》，规定江苏省内城市如需实行汽车限购，应当公开征求公众的意见，经同级人民代表大会常务委员会审议，并在实施三十日以前向社会公告。
2018年5月15日晚，海南省人民政府发布《关于实行小客车保有量调控管理通告》，通告称自2018年5月16日起，海南全省实行小客车总量调控管理；自2018年8月1日起，对海南省小客车实行增量配额指标管理。单位或个人申请办理小客车注册、转移及迁入变更登记的，应按照有关调控规定申请取得海南省小客车指标证明文件。其中新能源小客车增量指标通过排号方式取得，其他小客车增量指标通过摇号或竞价方式取得。
类似的做法则是新加坡实行拥车证制度。

## 大米限购令
在香港，根据《储备商品（进出口及储备存货管制）规例》，大米为储备商品（牛肉、羊肉、猪肉、冷藏家禽在2000年8月1日之前也是储备商品，现已废除）。任何人进口、出口大米，重量不超过15公斤的无需提供进出口许可证；若进口、出口的重量超过15公斤的，未提供进出口许可证则是犯罪，最高可被判处罚款5万港元及监禁1年。因此有部分人士被解读为大米限购令。

## 相關
- 計劃經濟